# Thyrioclostera
Thyrioclostera är ett släkte av fjärilar. Thyrioclostera ingår i familjen silkesspinnare.
Kladogram enligt Catalogue of Life:
| Thyrioclostera | \| \| Thyrioclostera bifasciata \| \| \| \| \| \| Thyrioclostera trespuntada \| \| \| \| |
|                | \| \| Thyrioclostera bifasciata \| \| \| \| \| \| Thyrioclostera trespuntada \| \| \| \| |
|                | Thyrioclostera bifasciata                                                                |
|                |                                                                                          |
|                | Thyrioclostera trespuntada                                                               |
|                |                                                                                          |